# Michel Cornelisse
Michel Cornelisse, nascido a 24 de dezembro de 1965 em Amesterdão, é um ciclista holandês que foi profissional de 1987 a 2000. Actualmente exerce as funções de director desportivo da equipa Roompot/Orange Cycling Team.

## Palmarés
| - 1986 - 1 etapa da Volta a Liège - 1 etapa da Volta aos Vales Mineiros - 1987 - Ster van Zwolle - 1988 - Circuito das Ardenas Flamengas–Ichtegem - 1989 - Volta ao Luxemburgo - 1991 - Grande Prêmio do 1º de Maio - Grande Prêmio Stad Sint-Niklaas - 1992 - 1 etapa da Volta à Suécia - 1 etapa do Tour do Mediterrâneo - De Kustpijl Heist | - 1993 - Nokere Koerse - Ster van Zwolle - De Kustpijl Heist - 1996 - Grande Prêmio do 1º de Maio - 1 etapa da Volta à Áustria - 1997 - 2 etapas do Teleflex Tour |